# مركز جورج بومبيدو

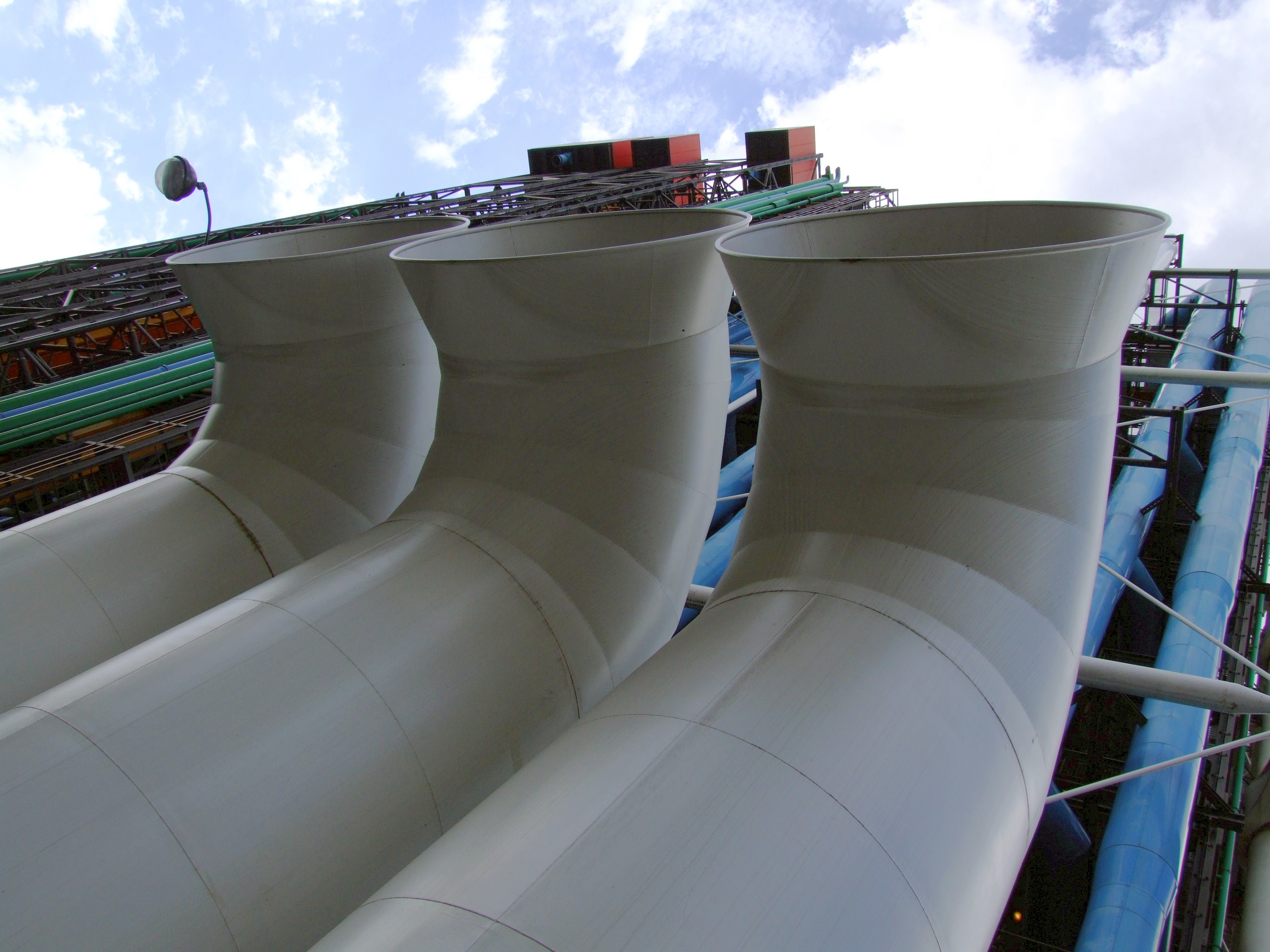
مركز بومبيدو

المركز الوطني للفنون والثقافات جورج بومبيدو (بالفرنسية: Centre Georges-Pompidou)
هو مجمع يقع في المنطقة الإدارية الرابعة (بالفرنسية: 4 arrondissement) من مدينة باريس الفرنسية، بالقرب من لي هال ولي ماراي.
يحتوي المركز على:
- المكتبة العمومية للمعلومات (بالفرنسية: Bibliothèque Publique d'Information)،
- المتحف الوطني للفنون الحديثة (بالفرنسية: Musée National d'Art Modernes)،
- معهد الأبحاث والتنسيق للصوتيات والموسيقى (بالفرنسية: Institut de recherche et coordination acoustique & musique).

سمي المركز بهذا الاسم تيمناً بجورج بومبيدو، الرئيس الفرنسي الذي حكم في الفترة ما بين 1969 إلى 1974. تم بناؤه في الفترة ما بين 1971 و1977، وقد افتتح في 31 ديسمبر 1977.
يقع مركز جورج بومبيدو للفنون والثقافة (والمركز معروف باسم بوبور، ويستقبل قرابة ال 30 الف زائر يوميا) في قلب باريس التاريخي، غير بعيد عن حي ليهال وفي منطقة مخصصة كلها للمشاة، وكان الرئيس الفرنسي الراحل جورج بومبيدو (1911-1974) قد قرر سنة 1969 إقامة مركز ثقافى هام في منطقة بوبور - وبوبور اسم حي كان يقع داخل باريس ويرجع إلى عهد فيليب أوغوست -، فتم عرض المشروع على شكل عطاء عالمي شاركت فيه قرابة 45 دولة تقدمت بـ 650 مشروع معمارى،
وبدأ العمل في شهر أبريل 1972 حسب مشروع المهندسين رينزو بيانو الإيطالي وريتشارد روجرز البريطانى وأستمر قرابة الخمس سنوات، وبالتحديد حتى 31/01/1977 حيث تم افتتاح المركز رسميا، ويشغل المبنى مساحة تقارب الألف متر مربع،
ويعتبر (تثويرا) لمفهوم المعمارية المدنية التقليدى، فهو يضع ما يوجد عادة (في الداخل) خارج هيكلية المبنى ذاته. أي أن أنابيب التهوية، والكهرباء والمصاعد الكهربائية والسلالم الآلية ظاهرة، وتأخذ مكانها بوضوح على واجهات التركيبة الهيكلية المعدنية للمبنى. وتتميز كل واحدة منها بلون معين (وبحيث يزيد التواجد الخارجي لتلك الملحقات من حجم مساحة الحيز الداخلي ويسهّل عمليات تقسيم قاعاته حسب احتياجات المعارض التي تقام فيه),
وتتمايز انابيب الملحقات البادية على الواجهة، فاللون الأزرق لأنابيب التهوية، والأصفر للكهرباء والأخضر للمياه....
ويطبق نفس التمييز باستخدام الألوان على تقسيم نشاطات المركز، فالأصفر للأماكن المشتركة، والأخضر للمكتبة العامة والأحمر للمتحف الوطني للفن الحديث،
ويضم المركز من ضمن ما يضمه هذا المتحف الهام الذي يشغل الطوابق الثلاثة العليا والذي يهتم بعرض أهم الأعمال الفنية البارزة لبعض مدارس وفناني القرن العشرين (بيكاسو - ماتيس - كاندنسكى - كليه... ومدارس التكعيبية - الوحوش -...)
بالإضافة إلى تخصيص مواسم كاملة للتركيز على أعمال فنان معين أو التركيز على فنون وثقافة بلد ما، وعلى الرغم من تفرد معمارية المركز، فأنه يظل تابعا لمفهوم المعمارية الفرنسية التقليدى، فهو تركيبة معدنية (كبرج إيفل) يبلغ وزنها 10 طن (مقابل 7 طن في برج إيفل), وتضم مكتبة المركز أكثر من مليون كتاب ووثيقة وميكروفيلم... ومعامل لتعليم معظم اللغات (مجانا)، ومكتبة وثائق سمعية بصرية.
يمكن العثور في المكتبة على عدد لابأس به من الكتب والصحف العربية، ويوجد في المركز أيضا (معهد بحوث التوافق الصوتى الموسيقى) بالإضافة إلى (مركز الإبداع الصناعي), وأمام المركز الواقع في منطقة سياحية من الدرجة الأولى، توجد ساحة ضخمة، يلتقى فيها الفنانيين والموسيقيين والمهرجين...
ويحيط بالمركز بالطبع عدد كبير من المحلات التجارية والمطاعم والمقاهى، وتلاصق المركز نافورة مائية كبيرة مزينة بالمنحوتات المعدنية الحديثة ذات الألوان الباهرة التي تستحق الزيارة. والتي تشغل معظم مساحة الميدان الواقعة فيه (ميدان إيغور سترافنسكي).

## النشاطات الثقافية

### التجهيزات
بعد عمليات التجديد التي تمت في عام 2000
- المتحف الوطني للفنون الحديثة (بالفرنسية: Musée National d'Art Modernes)، بالإضافة لمركز للإبداعات الصناعية

يتربع على مساحة تقدر ب 15000 متر مربع ويعرض بصفة دائمة أكثر من 1330 تحفة وعمل فني من جملة تحف تقدر ب 64 603 قطعة تعود ل 5990 فنان في نهاية 2009
- المكتبة عمومية للمعلومات (بالفرنسية: Bibliothèque Publique d'Information)،

تقدر مساحة المكتبة ب 10400 متر مربع توفر 2200 مقعد للطالعة، تضم مجموعة مختلفة تقدر ب 380000 من الوثائق الحرة الإطلاع، مكتبة وسائط للغات ومكتبة سمعيات
مكتبة كادينسكي 39 (بالفرنسية: Kandinsky39) هي مكتبة متخصصة في فنون القرن العشرين، غنية ب 200000 مطبوعة يمكنها احتواء 76 قارئ على مساحة تقدر ب390 متر مربع
قاعتان للسنما ب 316 مقعد و 150 مقعد
قاعة عروض ب396 مقعد
قاعة مناظرات ب160 مقعد
مساحة مخصصة للجمهور الصغير بقاعات عرض مؤقتة وقاعات تطبيقية فنية
المركز يقترح مكتبة متخصصة ‹الفن، الهندسة المعمارية، القطع الفنية، ملصقات، صور...›
متجر لتشكيليات - مقهى - مطعم موجدون في المستوى الأخير من المزكز
- معهد الأبحاث والتنسيق للصوتيات والموسيقى (بالفرنسية: Institut de recherche et coordination acoustique & musique).

## الهندسة المعمارية
قام بتصميم المركز كلا من المهندس المعماري الإيطالي رينزو بيانو (بالإنجليزية: Renzo Piano،
والبريطانيين: الزوجان ريتشارد وسو روجرز (بالإنجليزية: Richard Rogers، Su Rogers وجيانفرانكو فرانتشيني (بالإنجليزية: Gianfranco Franchini بالإضافة إلى المهندس البريطاني الإنشائي إيدماند هابولد (بالإنجليزية:Edmund Happold
وأخيرا المهندس الأيرلندي الإنشائي بيتر رايس (بالإنجليزية: Peter Rice.

## مديرى المركز
- منذ 2007 : ألان ميلر (بالفرنسية: Alain Seban)
- 2002 – 2007 : برينو راسين (بالفرنسية: Bruno Racine)
- 1996 – 2002 : جون جاك آيلاكون (بالفرنسية: Jean-Jacques Aillagon)
- 1993 – 1996 : فرونسوا باري (بالفرنسية: François Barré)
- 1991 – 1993 : دومينيك بوزو (بالفرنسية: Dominique Bozo)
- 1989 – 1991 : هيلان أرويلر (بالفرنسية: Hélène Ahrweiler)
- 1983 – 1989 : جون مايو (بالفرنسية: Jean Maheu)
- 1980 – 1983 : جون كلود كروسنس (بالفرنسية: Jean-Claude Groshens)
- 1977 – 1980 : جون ميلر (بالفرنسية: Jean Millier)
- 1976 – 1977 : روبر بوراز (بالفرنسية: Robert Bordaz)

## عدد الزوار
عدد الزوار منذ الافتتاح
لا يدخل في الحسبان الزيارات الحرة أو الدخول للمطاعم والمقاهي لذا قد يتجاوز حاليا الستة ملايين زائر
| 1977 الإفتتاح | 1979    | 1984   | 1991    | 2002    | 2011    |
| ------------- | ------- | ------ | ------- | ------- | ------- |
| 6000000       | 7775890 | 841350 | 8262513 | 5502699 | 5121696 |

## وصلات خارجية
- الموقع الرسمي